# 白马站 (重庆市)
白马站，位于中华人民共和国重庆市武隆区白马镇，是渝怀铁路上行线的五等车站，于2006年启用。现由中国铁路成都局集团涪陵车务段管辖，不办理客货运业务。
白马站位处武陵山脉深处，毗邻乌江。受地势影响，车站主体悬空40余米，被称作“吊脚楼车站”；站台长约40米、宽约5米，仅可供两节车厢停靠。因铁路从峡谷中穿越，车站未设站名牌，以避免大风吹落或湿汽锈蚀，从而掉落轨道或接触网，影响行车安全。
白马站建站以来，除列车会让业务外，仅有5609/5610次普快列车在此站停靠，供旅客乘降、职工通勤及车站物资传送。2022年8月2日凌晨，本站完成无人值守改造，不再办理客运乘降及行车业务。车站现时由临近的土坎站控制。

## 外部連結
- 维基共享资源上的相關多媒體資源：白马站